# Zoetzak
De zoetzak (Annona squamosa), suikerappel, kaneelappel of schubappel is een in droge tijden bladverliezende, tot zeven meter hoge boom.

## Boom
Het is een halfbladverliezende boom. Deze wordt tussen de 3 en 7 meter hoog. De afwisselend geplaatste, ovaalvormige, 2-5,5 × 5–17 cm grote bladeren zijn van boven dof en groen en van onderen lichter groen en donzig behaard. De bloemen groeien aan jonge takken tegenover de bladeren in groepen van één tot vier stuks op 2,5 cm lange, dunne, gebogen stelen. Wanneer de bomen 3 à 4 jaar oud zijn beginnen ze vrucht te dragen.

## Vruchten
De verzamelvrucht is rond van vorm, bij de steel ingedeukt en 5–10 cm groot. Typisch voor de vrucht is de grofschubbige schil die uit onregelmatige knopvormige, sterk gewelfde, vlezige delen bestaat, die in volrijpe toestand maar net aan elkaar blijven zitten. De 2 mm dikke schil is rijp meestal groen tot geelgroen en blauw, maar enkele rassen krijgen roze en violette vruchten. De pulp is crèmewit, uitgerijpt zeer zacht, sappig en pappig, fijnkorrelig en zoet-aromatisch van smaak. Uiterlijk doet dit rijpe vruchtvlees wel aan yoghurt denken. In de vrucht zitten vele 1,5 cm grote zaden. De vrucht is voor 50-80% eetbaar en wordt veelal vers gegeten. Er zit redelijk veel vitamine C in, tussen de 35 en 42 milligram per 100 gram vruchtvlees en dat is iets meer dan in grapefruit.

## Teelt
De vrucht, die als een van de smakelijkste soorten van het geslacht Annona wordt beschouwd, stamt uit tropisch Amerika en wordt wereldwijd in de (sub)tropen gekweekt, het meest noordelijk in Florida, Egypte en Zuid-China.

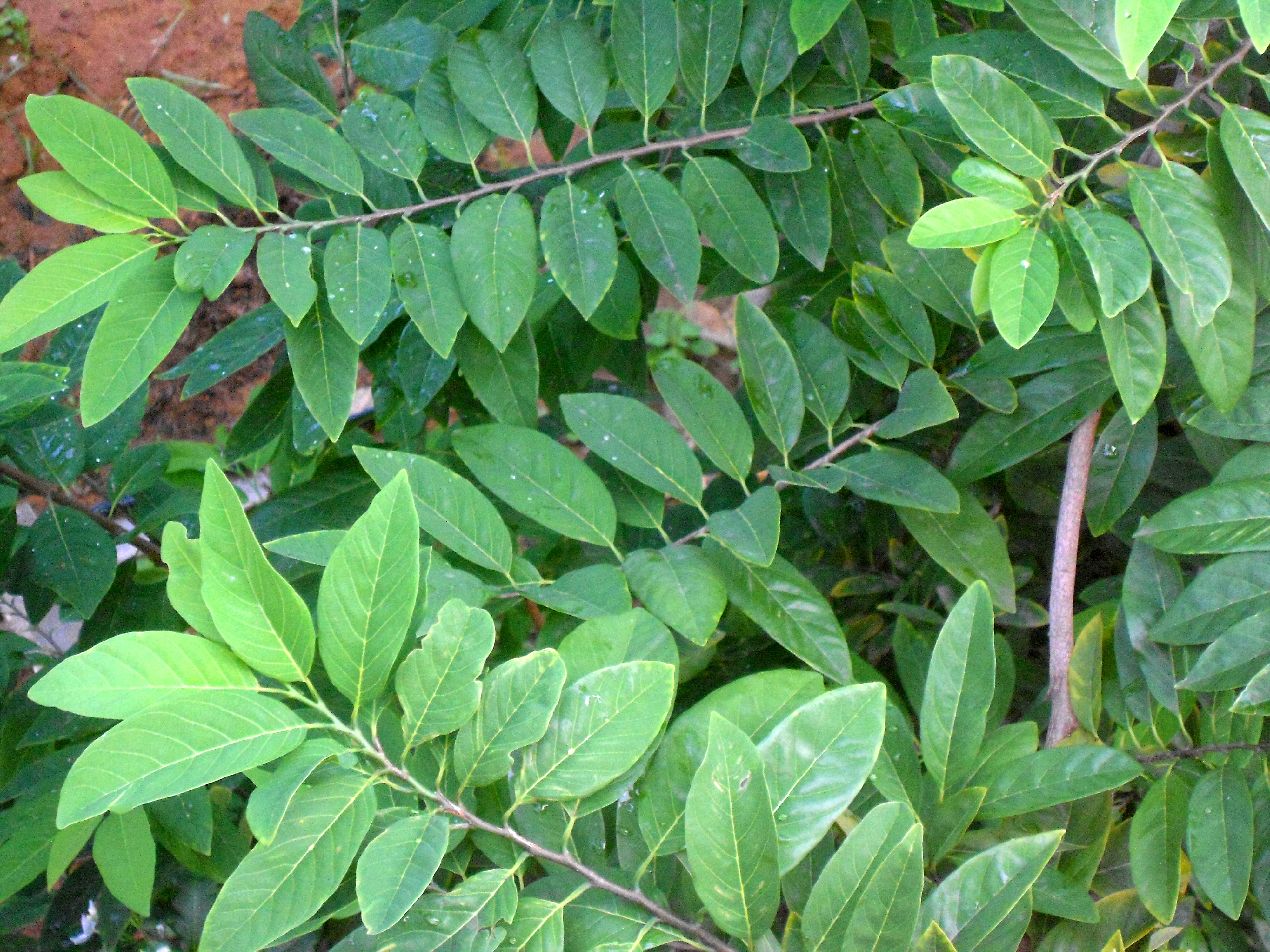
Bladen
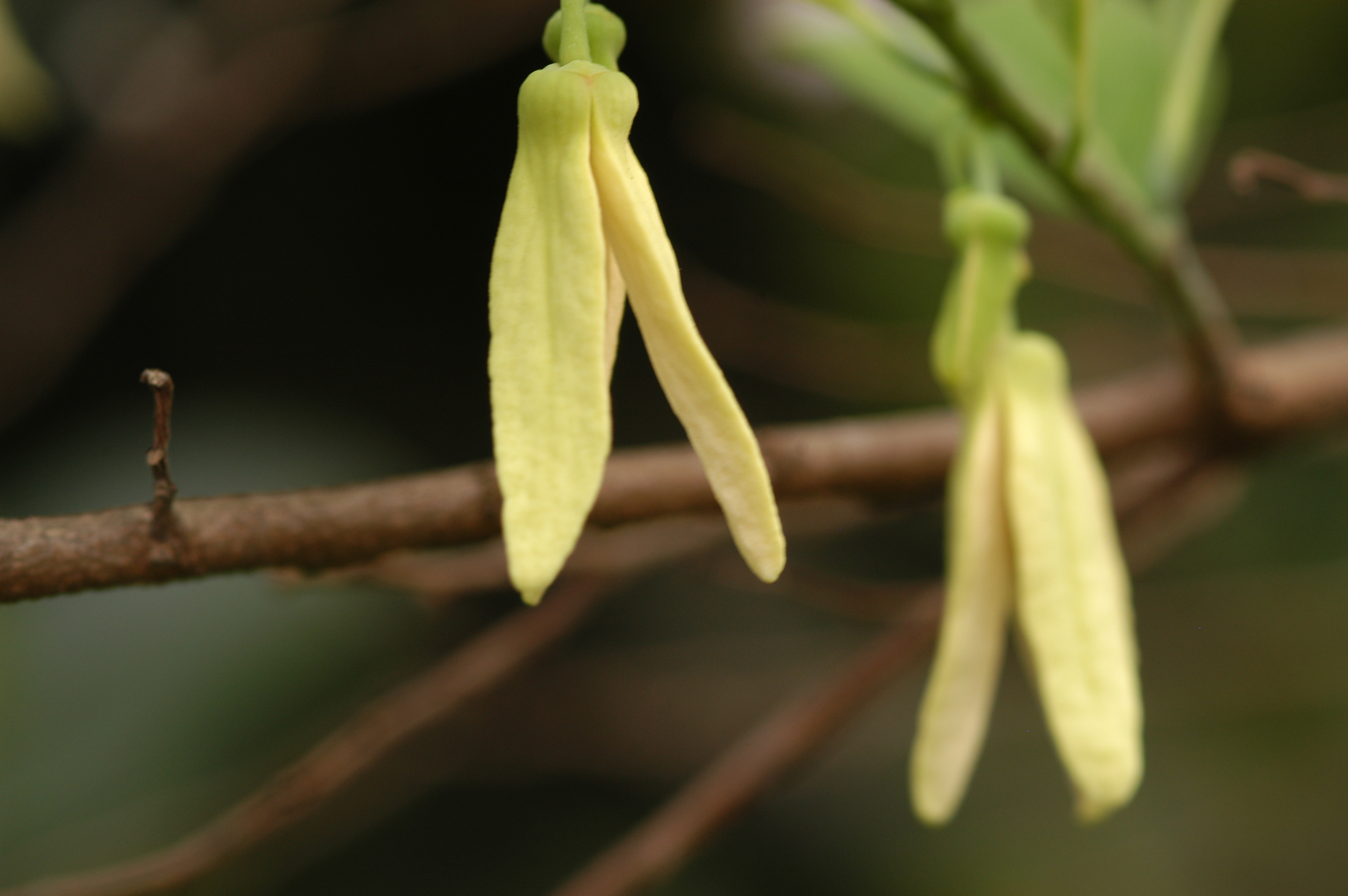
Bloemen
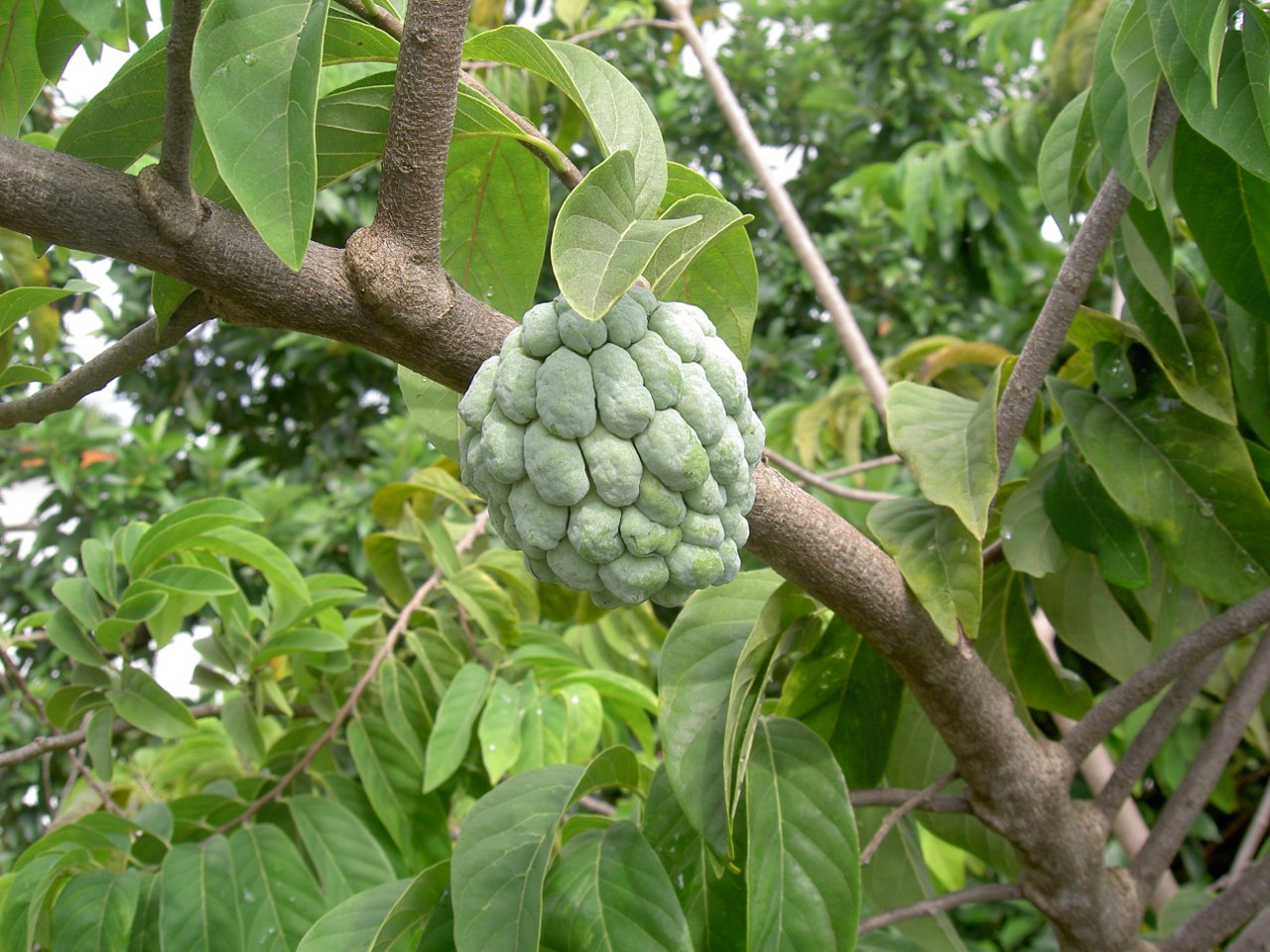
Vrucht
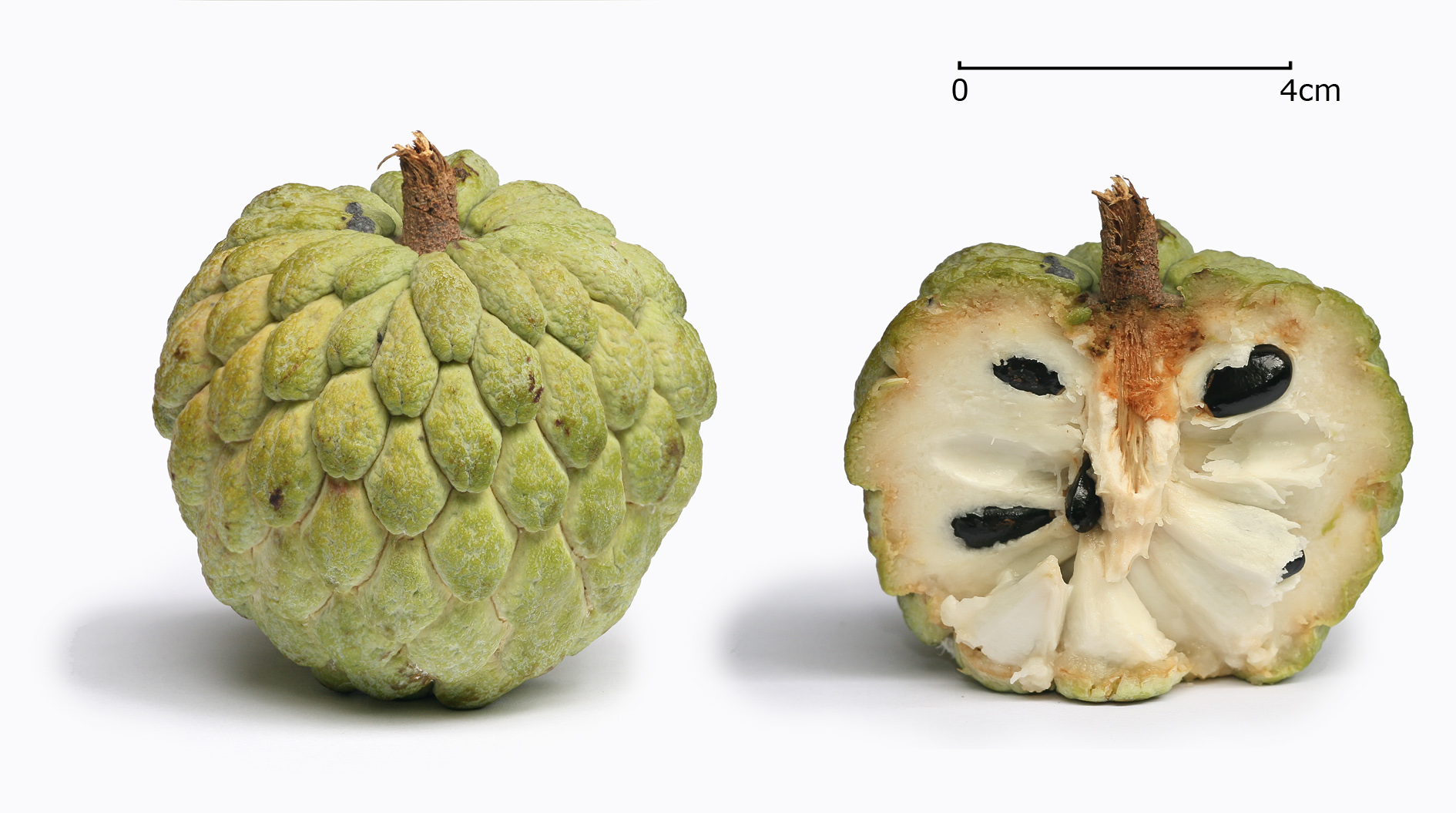
Opengesneden vrucht
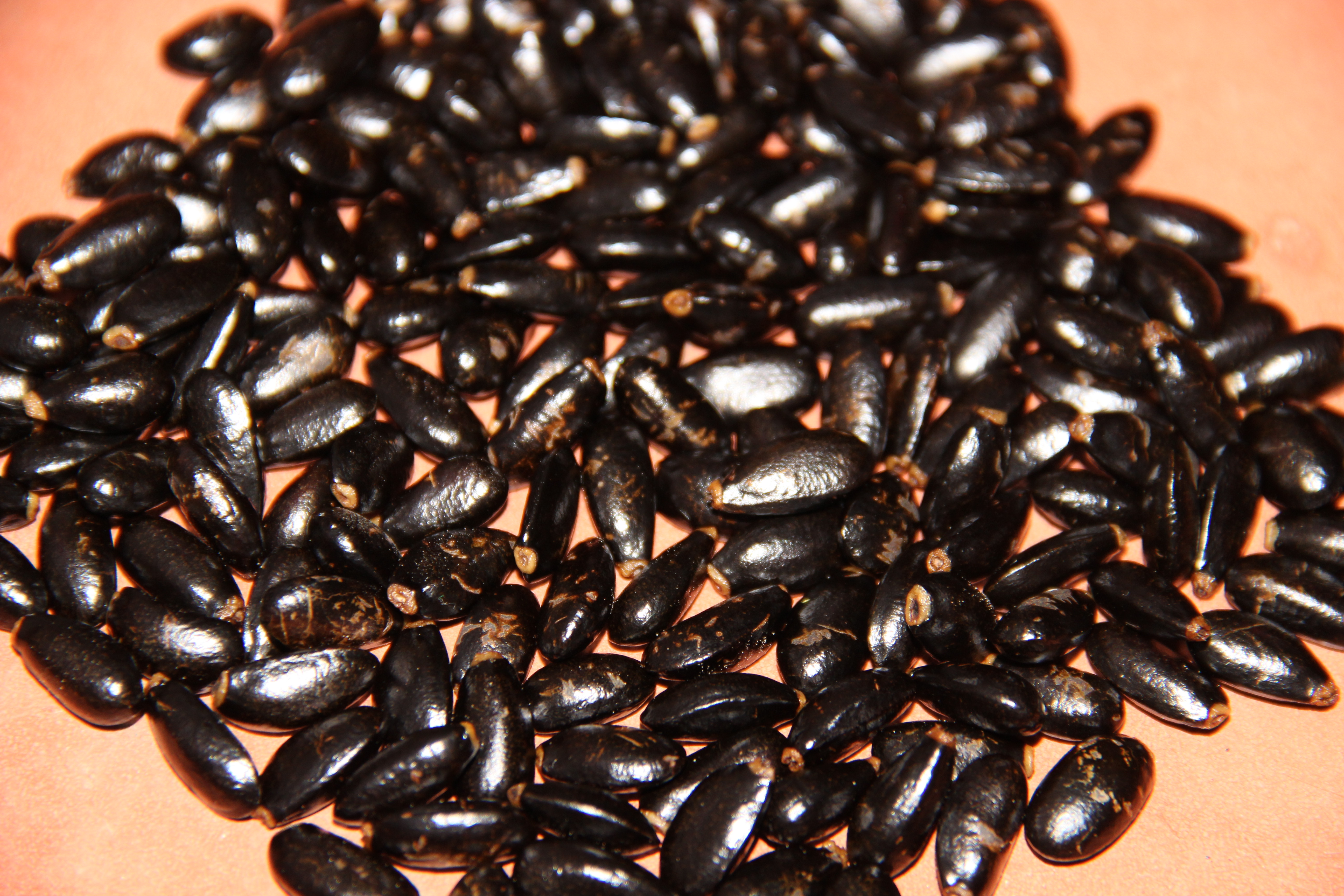
Zaden

## Naslagwerk
- (en)   World Agroforestry Annona Squamosa

... · 
A. ×atemoya (Atemoya) · 
A. cherimola (Cherimoya) · 
A. montana (Bergzuurzak) · 
A. muricata (Zuurzak) · 
A. purpurea (Soncoya) · 
A. squamosa (Zoetzak) · 
A. reticulata (Custardappel) · 
...